# Selište Drežničko
Selište Drežničko falu Horvátországban, Károlyváros megyében. Közigazgatásilag Rakovicához tartozik.

## Fekvése
Károlyvárostól 62 km-re, községközpontjától 6 km-re délre, a Kordun területén, a Korana bal partján, az 1-es számú főút mellett fekszik.

## Története
1857-ben 903, 1910-ben 882 lakosa volt. Trianonig Modrus-Fiume vármegye Ogulini járásához tartozott. A horvát közigazgatási reform előtt Szluinhoz tartozott. 1991 és 1995 között a Krajinai Szerb Köztársaság része volt. 1995 augusztusában a Vihar hadművelet során foglalta vissza a horvát hadsereg. 2011-ben 284 lakosa volt. A Plitvicei-tavak közelségének köszönhetően a településen élénk az idegenforgalom. Számos magánszállás működik.

## Lakosság
| Lakosság változása | Lakosság változása | Lakosság változása | Lakosság változása | Lakosság változása | Lakosság változása | Lakosság változása | Lakosság változása | Lakosság változása | Lakosság változása | Lakosság változása | Lakosság változása | Lakosság változása | Lakosság változása | Lakosság változása | Lakosság változása |
| ------------------ | ------------------ | ------------------ | ------------------ | ------------------ | ------------------ | ------------------ | ------------------ | ------------------ | ------------------ | ------------------ | ------------------ | ------------------ | ------------------ | ------------------ | ------------------ |
| 1857               | 1869               | 1880               | 1890               | 1900               | 1910               | 1921               | 1931               | 1948               | 1953               | 1961               | 1971               | 1981               | 1991               | 2001               | 2011               |
| 903                | 0                  | 0                  | 688                | 817                | 882                | 846                | 791                | 622                | 507                | 399                | 433                | 654                | 649                | 348                | 284                |